# Myotis bucharensis
Myotis bucharensis és una espècie de ratpenat de la família dels vespertiliònids. Viu a l'Afganistan, el Kirguizstan i, possiblement, el Tadjikistan i l'Uzbekistan. Els seus hàbitats naturals són les coves i les zones àrides. Es desconeix si hi ha cap amenaça significativa per a la supervivència d'aquesta espècie.